# Jasper Sitwell
Jasper Sitwell è un personaggio dei fumetti creato da Stan Lee (testi) e Jack Kirby (disegni), pubblicato dalla Marvel Comics. La sua prima apparizione avviene in Strange Tales (vol. 1) n. 144 (maggio 1966).

## Storia editoriale
Sitwell esordisce durante la collana Nick Fury, Agent of S.H.I.E.L.D. in Strange Tales n. 144, e rimane una presenza fissa nelle storie narratevi dal 1966 al 1968, divenendo il collegamento principale tra l'agenzia e le Stark Industries in Tales of Suspense n. 93 (settembre 1967). A cavallo tra il 1970 e il 1988, oltre che su Iron Man è apparso in svariate occasioni anche nella miniserie Nick Fury vs. S.H.I.E.L.D. e successivamente di nuovo sul secondo volume di Iron Man tra 1996 e 1997. È comparso poi in tre numeri de The Avengers nel 2000 e in The Punisher War Journal nel gennaio 2007.

## Biografia del personaggio
Nato a East Village, New York, il giovane ed entusiasta agente Jasper Sitwell, dopo essersi laureato come migliore della sua classe all'accademia dello S.H.I.E.L.D. con voti particolarmente alti in paracadutismo e manovre sottomarine, inizia a lavorare per Nick Fury ed il suo secondo in comando, Dum Dum Dugan, provocando loro non pochi fastidi a causa dei suoi modi di fare ingenui ed idealisti. Tuttavia, nel giro di poco tempo il ragazzo ha modo di dar prova del suo valore e guadagnarsi il rispetto di superiori e colleghi, tanto che lo stesso Fury decide di fargli da mentore e lo nomina capo ad interim nelle occasioni in cui decide di svolgere in prima persona delle missioni sul campo. Viene in seguito nominato agente di collegamento tra lo S.H.I.E.L.D. e le Stark Industries principale fornitore dell'attrezzatura dell'organizzazione. Qui ha modo di guadagnarsi il rispetto di Iron Man collaborando con lui nell'affrontare supercriminali e terroristi quali Gargoyle, Spymaster (che gli spara mandandolo brevemente in coma) e A.I.M.; inoltre ha una breve relazione con Madame Masque.
Successivamente riassegnato al quartier generale dello S.H.I.E.L.D., Sitwell continua comunque ad assistere Stark in alcune sue missioni e, quando Obadiah Stane rileva la società dell'uomo, Fury manda Sitwell in missione sul campo al fine di recuperare l'armatura di Iron Man.
Come molti membri di spicco dello S.H.I.E.L.D., Sitwell sembra essere ucciso da un Life Model Decoy Modello Deltan impazzito dopo aver sviluppato una sorta di coscienza; motivo per il quale è rimpiazzato da un LMD promosso direttore esecutivo. Si scopre successivamente che il vero Jasper Sitwell è stato catturato dall'HYDRA e messo in animazione sospesa, dopo aver subito un lavaggio del cervello, viene mandato contro Fury ma, fortunatamente, lo S.H.I.E.L.D. riesce a decondizionarlo.
Divenuto nel corso degli anni uno dei maggiori esperti di interrogatorio dello S.H.I.E.L.D., Sitwell ha spesso collaborato in coppia con l'agente Jimmy Woo e con l'agente G. W. Bridge nel tentativo di neutralizzare il Punitore.
Durante il Regno Oscuro di Norman Osborn, Sitwell è uno dei tanti agenti dello S.H.I.E.L.D. che, rifiutandosi di aderire all'H.A.M.M.E.R., si unisce al gruppo clandestino degli Howling Commandos, assieme all'ex-superiore Dum Dum Dugan. Con il nuovo gruppo, Sitwell collabora di frequente coi Secret Warriors di Nick Fury ma, proprio durante una di queste battaglie, perde i suoi amici e colleghi Gabe Jones e Eric Koenig.
Fury inoltre, gli propone di assisterlo nella supervisione delle missioni sotto copertura di Bucky Barnes, il Soldato d'Inverno, tuttavia, nel corso di una di queste la Vedova Nera, mentalmente condizionata, ferisce Fury ed uccide Sitwell il quale, in seguito, risorge misteriosamente come non morto e viene preso in custodia dalla divisione dello S.H.I.E.L.D. denominata Special Threat Assessment for Known Extranormalities (S.T.A.K.E.).

## Poteri e abilità
Sitwell è un grande esperto di spionaggio ed un agente finemente addestrato dallo S.H.I.E.L.D. sia nel combattimento corpo a corpo che nell'uso delle armi da fuoco, inoltre è uno dei maggiori esperti di interrogatori dell'intera agenzia spionistica.

## Altre versioni
Nell'universo Ultimate, Jasper Sitwell appare in Ultimate Fallout. Qui, l'uomo è un agente di collegamento tra il governo e lo S.H.I.E.L.D. ed appare solo in un breve cameo per comunicare a Fury che il budget dell'organizzazione verrà ristretto del 30%.

## Altri media

### Animazione
- Sitwell compare in un episodio della serie animata Avengers - I più potenti eroi della Terra.
- Jasper Sitwell compare nel film d'animazione Hulk - Nella terra dei mostri.

### Marvel Cinematic Universe
Nel franchise del Marvel Cinematic Universe, Jasper Sitwell è interpretato da Maximiliano Hernández. In tale versione, anziché essere caucasico, il personaggio ha origini ispaniche.
- In Thor (2011) è uno degli agenti S.H.I.E.L.D. assegnati al perimetro interdetto al pubblico nella zona dove precipita Mjolnir.
- Nel "Marvel-One-Shots" Il consulente (2011) viene mostrato come gli agenti Coulson e Sitwell abbiano incaricato Stark di infastidire il generale Ross e farlo desistere dall'inserire Abominio negli Avengers.
- In The Avengers (2012) è uno degli agenti stanziati sull'Helicarrier da cui Fury coordina le attività degli Avengers.
- Nel "Marvel-One-Shots Item 47 (2012) si occupa di rintracciare Bennie Pollack e Claire Wise, una coppia entrata in possesso di un'arma chitauriana per poi reclutarli all'interno dell'organizzazione.
- Hernández ha interpretato Sitwell anche nella serie televisiva Agents of S.H.I.E.L.D. (2013), dove è un personaggio ricorrente della prima stagione, compare anche in un flashback della quinta stagione interpretato da Adam Faison.
- In Captain America: The Winter Soldier (2014)[15] si rivela essere un agente dell'HYDRA e viene ucciso dal Soldato d'Inverno.
- In Avengers: Endgame (2019), Sitwell compare nel film quando gli Avengers tornano indietro nel tempo fino agli eventi di The Avengers per prendere le gemme dell'Infinito e riportare tutte le vittime dello schiocco di Thanos in vita, e Sitwell viene convinto da Captain America, quando quest'ultimo gli dice "hail hydra", a dargli lo scettro di Loki.

### Videogiochi
- Sitwell compare in Marvel: Avengers Alliance.
- Il personaggio compare in LEGO Marvel's Avengers.